# Норт-Лас-Вегас
Норт-Лас-Ве́гас (англ. North Las Vegas) или Се́верный Лас-Ве́гас — город в округе Кларк (штат Невада, США), расположенный в агломерации Лас-Вегаса. Норт-Лас-Вегас получил городские права 16 мая 1946 года. Он также известен тем, что в нём расположена авиабаза Неллис.

## География и климат
Норт-Лас-Вегас расположен в пустыне Мохаве на юге штата Невада, к северу от города Лас-Вегас и к северо-западу от Санрайз-Манор. Площадь города — 203,3 км².
| Климатограмма Норт-Лас-Вегаса                               | Климатограмма Норт-Лас-Вегаса | Климатограмма Норт-Лас-Вегаса | Климатограмма Норт-Лас-Вегаса | Климатограмма Норт-Лас-Вегаса | Климатограмма Норт-Лас-Вегаса | Климатограмма Норт-Лас-Вегаса | Климатограмма Норт-Лас-Вегаса | Климатограмма Норт-Лас-Вегаса | Климатограмма Норт-Лас-Вегаса | Климатограмма Норт-Лас-Вегаса | Климатограмма Норт-Лас-Вегаса |
| ----------------------------------------------------------- | ----------------------------- | ----------------------------- | ----------------------------- | ----------------------------- | ----------------------------- | ----------------------------- | ----------------------------- | ----------------------------- | ----------------------------- | ----------------------------- | ----------------------------- |
| Я                                                           | Ф                             | М                             | А                             | М                             | И                             | И                             | А                             | С                             | О                             | Н                             | Д                             |
| 15.0 14 3                                                   | 17.5 17 5                     | 15.0 21 8                     | 3.8 26 12                     | 6.1 31 17                     | 2.0 37 22                     | 11.2 40 26                    | 11.4 39 25                    | 7.9 34 21                     | 6.1 27 14                     | 7.9 19 7                      | 10.2 14 3                     |
| Температура в °C • Сумма осадков в мм Источник: Weather.com |                               |                               |                               |                               |                               |                               |                               |                               |                               |                               |                               |

Самая высокая температура 48 °C была зарегистрирована в июле 1931 года, а самая низкая температура −13 °C была зарегистрирована в январе 1963 года.

## Население
Согласно переписи населения 2010 года, Норт-Лас-Вегас является четвёртым по численности населения городом в Неваде, вслед за Лас-Вегасом, Хендерсоном и Рино. По оценке на июль 2013 года, население Норт-Лас-Вегаса составляло 226 877 человек. По сравнению с результатом переписи 2000 года, население Норт-Лас-Вегаса выросло почти вдвое.
Согласно переписи населения 2010 года, в Норт-Лас-Вегасе проживали 216 961 человек, включая 66 499 домашних хозяйств.
Расовый состав:
- 47,4 % белых
- 19,9 % чёрных и афроамериканцев
- 0,8 % коренных американцев
- 6,3 % азиатов
- 0,8 % коренных гавайцев и уроженцев других островов Тихого океана
- 19,0 % других рас
- 5,8 % принадлежащих к двум или более расам

Доля испаноязычных жителей любых рас составила 38,8 %.
Возрастное распределение: 31,6 % младше 18 лет (из них 9,0 % младше 5 лет), 61,3 % от 18 до 64 лет, и 7,1 % возраста 65 лет и старше. На каждые 100 женщин было 99,2 мужчин (то есть 50,2 % женщин и 49,8 % мужчин).

## Администрация города
Структура управления Норт-Лас-Вегаса включает в себя Совет города, который назначает городского менеджера. В Совет города (англ. North Las Vegas City Council) входят мэр, избираемый всеми избирателями города на четыре года, и четыре члена совета, избираемые от различных районов города, также на четыре года. С апреля 2013 года мэром Норт-Лас-Вегаса является Джон Ли (John J. Lee).

## Транспорт
Аэропорт Норт-Лас-Вегаса был открыт 7 декабря 1941 года. В этом аэропорту базируется Vision Airlines, специализирующаяся на региональных перевозках и местных полётах для туристов — в частности, к Гранд-Каньону. Ранее в аэропорту Норт-Лас-Вегаса базировалась авиакомпания Air Vegas, которая прекратила своё существование в 2004 году. Для регулярных международных и внутренних рейсов всю агломерацию Лас-Вегаса (включая Норт-Лас-Вегас) обслуживает Международный аэропорт Маккаран, расположенный к югу от Норт-Лас-Вегаса и Лас-Вегаса, до которого можно добраться на автобусе.
Основными автомобильными магистралями, обслуживающими Норт-Лас-Вегас, являются
- межштатная автомагистраль I-15 (англ. Interstate I-15)
- кольцевая дорога Лас-Вегаса (англ. Las Vegas Beltway)

## Фотогалерея
|  |  |